# Anthidium eremicum
Anthidium eremicum är en biart som beskrevs av Johann Dietrich Alfken 1938. Anthidium eremicum ingår i släktet ullbin, och familjen buksamlarbin. Inga underarter finns listade i Catalogue of Life.